# Taiyō Yori mo Mabushii Hoshi
Taiyō Yori mo Mabushii Hoshi (太陽よりも眩しい星?) es una serie de manga japonesa escrita e ilustrada por Kazune Kawahara. La serie comenzó a serializarse en la revista de manga shōjo de Shūeisha Bessatsu Margaret, en junio de 2021.
Una adaptación de la serie de televisión de anime producida por Studio Kai se estrenará el 2 de octubre de 2025.

## Argumento
Sae e Koki Kamijo son amigos desde la infancia. Sae siempre ha sido una chica alta y fuerte, mientras que Koki era más pequeño y débil.
Sin embargo, al entrar a la preparatoria, Koki experimenta un gran cambio y se vuelve popular y atractivo. Sae se da cuenta de que sus sentimientos por Koki están evolucionando más allá de la amistad, especialmente cuando ve que otras chicas también se sienten atraídas por él

## Personajes
Sae Iwata (岩田 朔英 Iwata Sae?)
 Seiyū: Sayumi Suzushiro (PV), Minori Fujidera (anime)
Kōki Kamishiro (神城 光輝 Kamishiro Kōki?)
 Seiyū: Shunsuke Takeuchi (PV), Yūki Ono (anime)
Hisui Onodera (小野寺翡翠 Onodera Hisui?)
 Seiyū: Hina Yōmiya
Yōta Ayukawa (鮎川陽太 Ayukawa Yōta?)
 Seiyū: Taito Ban
Miori Kagawa (香川美織 Kagawa Miori?)
 Seiyū: Mutsumi Tamura
Yūshin Izawa (井沢優心 Izawa Yūshin?)
 Seiyū: Ryōta Ōsaka

## Contenido de la obra

### Manga
Taiyō Yori mo Mabushii Hoshi está escrita e ilustrada por Kazune Kawahara y comenzó a serializarse en la revista de manga shōjo Bessatsu Margaret de Shūeisha el 11 de junio de 2021. Los capítulos de la serie se han recopilado en once volúmenes tankōbon a partir de abril de 2025. En mayo de 2024, Viz Media anunció que licenciaron la serie para su publicación en inglés.
| Volúmenes de manga publicados | Volúmenes de manga publicados | Volúmenes de manga publicados |
| Número                        | Fecha de lanzamiento          | ISBN                          |
| ----------------------------- | ----------------------------- | ----------------------------- |
| 1                             | 25 de octubre de 2021         | ISBN 978-4-08-844539-7        |
| 2                             | 25 de febrero de 2022         | ISBN 978-4-08-844579-3        |
| 3                             | 25 de junio de 2022           | ISBN 978-4-08-844612-7        |
| 4                             | 25 de octubre de 2022         | ISBN 978-4-08-844698-1        |
| 5                             | 24 de febrero de 2023         | ISBN 978-4-08-844707-0        |
| 6                             | 23 de junio de 2023           | ISBN 978-4-08-844750-6        |
| 7                             | 25 de octubre de 2023         | ISBN 978-4-08-844836-7        |
| 8                             | 22 de febrero de 2024         | ISBN 978-4-08-844873-2        |
| 9                             | 25 de julio de 2024           | ISBN 978-4-08-843028-7        |
| 10                            | 25 de noviembre de 2024       | ISBN 978-4-08-843061-4        |
| 11                            | 24 de abril de 2025           | ISBN 978-4-08-843129-1        |

### Anime
El 10 de febrero de 2025 se anunció una adaptación de la serie de televisión de anime. Será producida por Studio Kai y dirigida por Aya Kobayashi, con guiones de Yasuhiro Nakanishi, diseño de personajes de Jinfeng Zeng y música de Natsumi Tabuchi y Miki Sakurai. El estreno de la serie está previsto para el 2 de octubre de 2025 en TBSy sus filiales. El tema de apertura, "Stellar Days", es interpretado por Motohiro Hata.

## Recepción
La serie fue nominada al 12.º premio Anan Manga en 2021. Posteriormente, ganó la 14.ª edición en 2023. La serie también ocupó el octavo puesto en la edición de 2023 de la guía Kono Manga ga Sugoi! de Takarajimasha para el mejor manga para lectoras.